# The Curse of Gold (film 1909)
The Curse of Gold è un cortometraggio muto del 1909. Il nome del regista non viene riportato nei credit del film.

## Trama
Un avaro, che vive sfruttando poveri e ricchi, si trova un giorno nel suo caveau dove tiene nascosto il suo denaro. Accidentalmente, la porta si chiude. L'uomo resta prigioniero senza speranza di poter uscire: l'avaro allora offre a dio tutto il suo oro pur di poter essere liberato. Ma gli resta solo la visione di una processione infinita delle sue vittime che sfilano nel buio della caverna.

## Produzione
Il film fu prodotto dalla Lubin Manufacturing Company.

## Distribuzione
Distribuito dalla Lubin Manufacturing Company, il film - un cortometraggio della lunghezza di 226 metri - uscì nelle sale cinematografiche statunitensi il 12 aprile 1909. Nelle proiezioni, veniva programmato con il sistema dello split reel, accorpato in un'unica bobina con un altro cortometraggio prodotto dalla Lubin, la commedia My Friend, Mr. Dummy.